# Carl International Film Festival
Carl International Film Festival är en filmfestival i Karlskrona. Filmfestivalen etablerades 2017 och har fokus på film från länderna runt Östersjön. I anslutningen till filmfestivalen arrangeras även branschforumet för Carl Film Forum. Sedan 2021 är filmfestivalen vilande men Carl Film Forum hålls fortfarande på årlig basis.